# Carolina Luján
María Carolina Luján (Buenos Aires, 13 de mayo de 1985) es una ajedrecista argentina que ostenta los títulos de FIDE de Maestra Internacional absoluta y Gran maestra femenina.

## Carrera
Luján ganó 3 medallas de oro en Juegos Panamericanos de la Juventud de Ajedrecistas: sub-10 femenino categoría 1995 y en el sub-12 femenino en 1996 y 1997.
Ha ganado el Campeonato de Argentina individual femenino 5 veces (2000, 2001, 2004, 2006 y 2015).
Luján compitió en el Campeonato Mundial de Ajedrez Femenino 2004, donde fue eliminada por la finalista Ekaterina Kovalevskaya en la primera ronda; en el Campeonato Mundial de Ajedrez Femenino 2006, donde fue eliminada por la subcampeona del torneo Alisa Galliamova en la segunda ronda, el Campeonato Mundial de Ajedrez Femenino 2012, donde Anna Zatonskih la eliminó en la primera ronda, y el Campeonato Mundial de Ajedrez Femenino 2015, donde fue eliminada por Alisa Galliamova en la segunda ronda.
Luján ha representado a Argentina en 7 Olimpiadas de ajedrez de 2002 a 2014. Sus mejores resultados fueron en la 35a Olimpiada de Ajedrez en Bled en 2002, donde obtuvo 8½ / 13 y terminó en 11 posición, y en la 40 Olimpiada de Ajedrez en Estambul en 2012, donde obtuvo 6/9 con una calificación de rendimiento de 2455, para terminar en la posición 13.
Luján obtuvo el título de Gran Maestra (WGM) en mayo de 2005 por sus resultados en la 35a Olimpiada de Ajedrez en Bled 2002, el  Campeonato Americano de Ajedrez Femenino Continental en Buenos Aires (2003) y el torneo Ciudad de Chacabuco en Buenos Aires (2004). Obtuvo el título del abierto International Master (IM) en enero de 2007, por sus resultados en el Campeonato Americano de Ajedrez Femenino Continental de 2003, Vila de Sort 2006 y Ciutat de Balaguer 2006.
Ganó el torneo WGM Mediterranean Flowers en Rijeka 2008, el torneo Graz WGM en 2010, y ganó conjuntamente el Campeonato Panamericano de Mujeres en Campinas, Brasil en 2010, entre otros. 
Luján ganó el Campeonato Americano de Ajedrez Femenino Continental 2014 en Buenos Aires.
Fue reconocida en 2010 y nuevamente en 2020 con el Premio Konex - Diploma al Mérito como una de las 5 mejores ajedrecistas de la década en la Argentina.